# Tętnica piersiowa boczna
Tętnica piersiowa boczna (łac. arteria thoracica lateralis) – w anatomii człowieka tętnica będąca gałęzią tętnicy pachowej. Biegnie ku dołowi i przyśrodkowo krzyżując nerw łokciowy i żyłę pachową. Rozgałęzia się na mięśniu zębatym przednim głównie w drugiej do piątej przestrzeni międzyżebrowej. Oddaje gałęzie sutkowe boczne, które przebijają mięsień piersiowy większy i zaopatrują gruczoł sutkowy oraz skórę tej okolicy. Ponadto gałęzie te zespalają się z gałęziami sutkowymi od gałęzi przeszywających tętnicy piersiowej wewnętrznej.
Tętnica ta zazwyczaj (w 55% przypadków) odchodzi wspólnym pniem z tętnicą podłopatkową, może też odchodzić samodzielnie lub z tętnicą piersiowo-barkową lub tętnicą piersiową górną.